# Saint-Eustache (Paris)

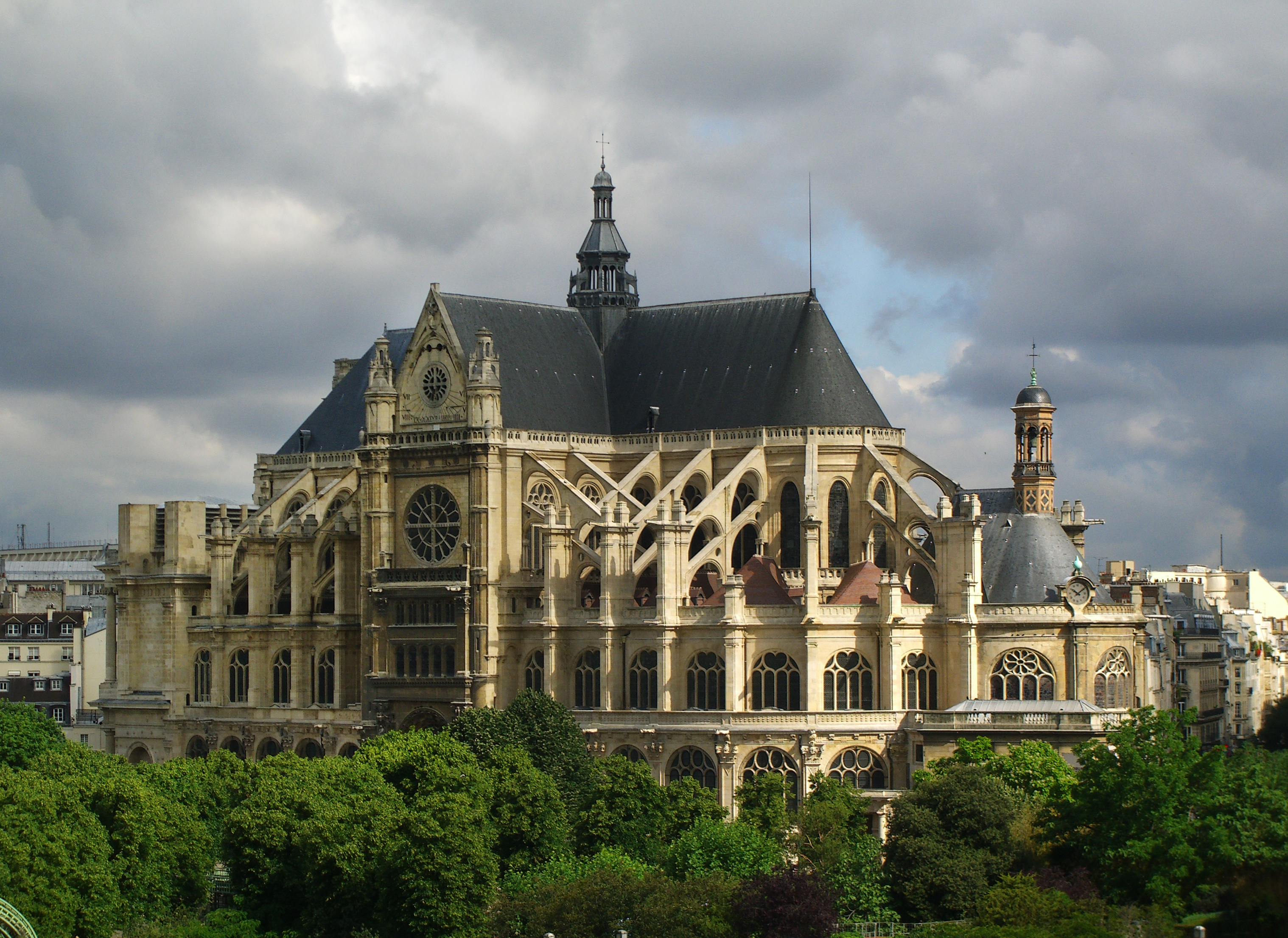
Saint-Eustache

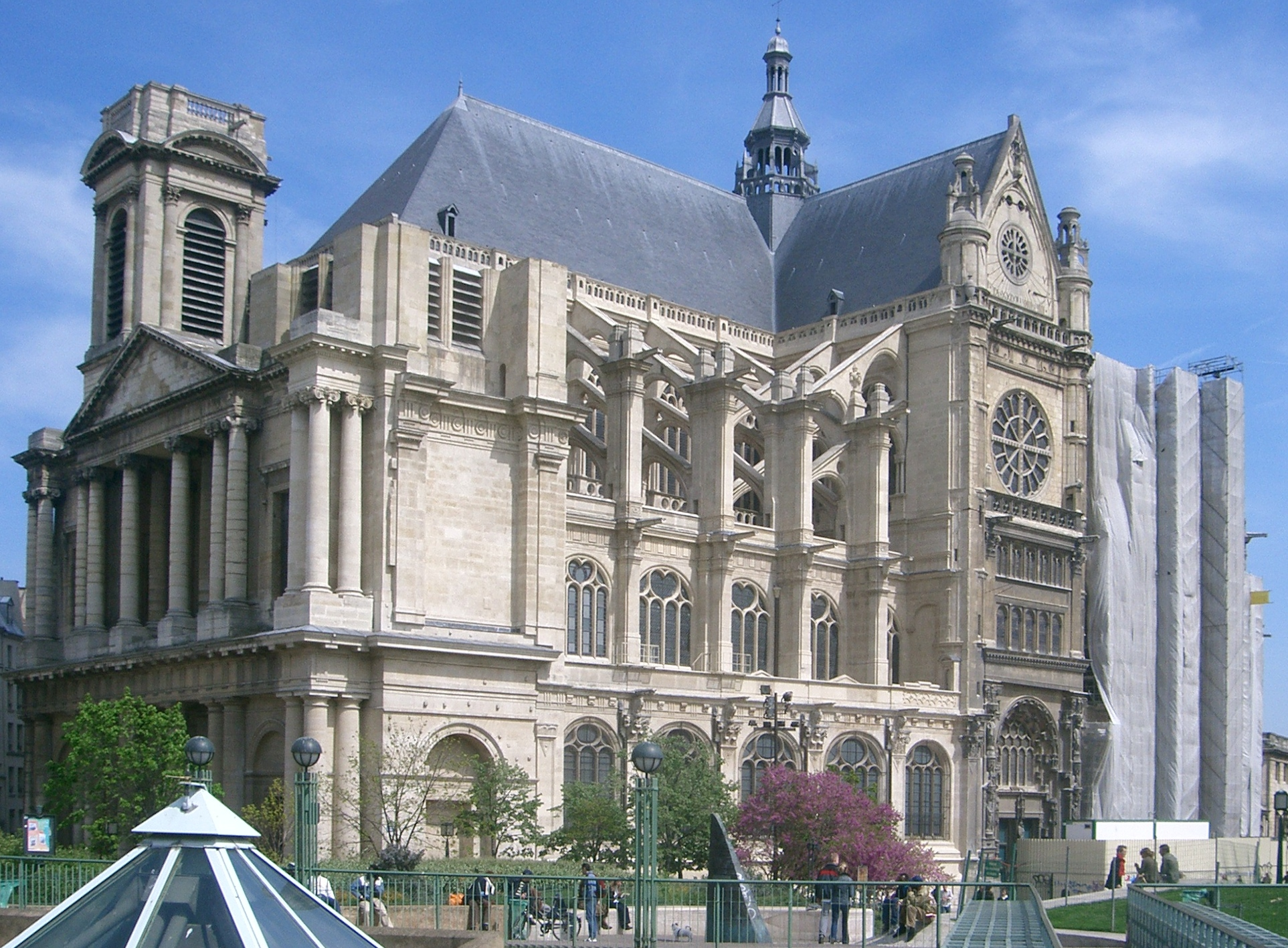
Ansicht von Süd-West, links die klassizistische Fassade

Die Pfarrkirche Saint-Eustache gilt als die bedeutendste Pariser Kirche des 16. Jahrhunderts und die erste, die Motive der Antike zeigt. Sie steht an der Rue Rambuteau im 1. Arrondissement und war die Kirche der Händler des benachbarten Pariser Markthallen (heute mit dem Forum des Halles bebaut). Saint-Eustache ist dem frühchristlichen Märtyrer Eustachius geweiht und stellt den letzten Pariser Sakralbau der Gotik dar; er lässt bereits den Geist der aufkommenden Renaissance erkennen. Dabei wurde die Großstruktur einer Kirche der Gotik mit den antikisierenden Einzelformen der Renaissance verbunden.

## Geschichte
Nach dem Bau der Markthallen von Paris, die Philipp II. errichten ließ und mit der neuen Stadtmauer umschloss, wurde ein Gotteshaus in der Umgebung notwendig. Daher wurde 1213 die Kapelle Ste-Agnès errichtet, die später zur Pfarrkirche St-Eustache wurde. Sie unterstand bis ins 17. Jahrhundert St-Germain-l’Auxerrois.

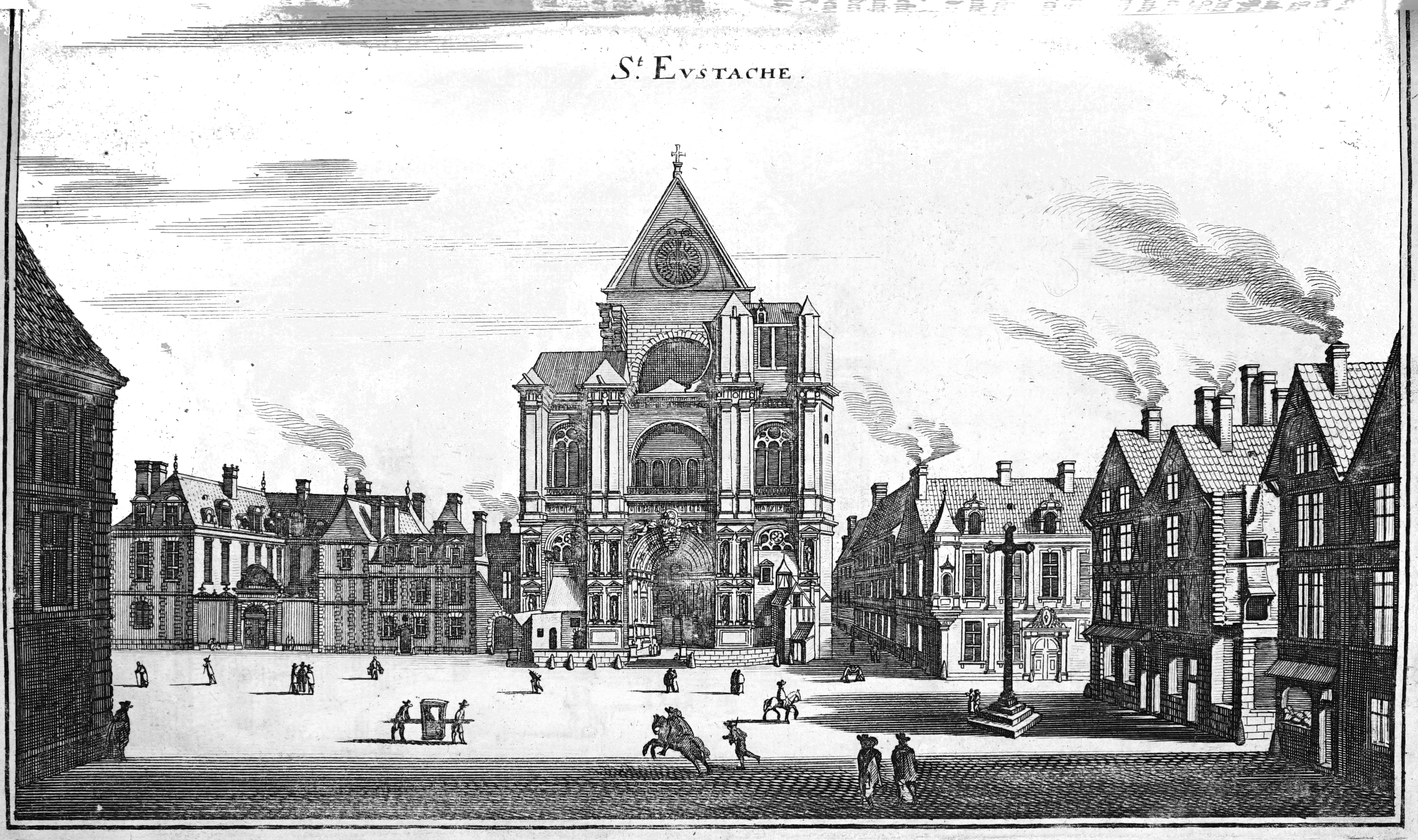
St. Eustache mit alter Fassade aus der Topographia Galliae (1655)

Der Grundstein zum heutigen Kirchengebäude wurde durch König Franz I. 1532 gelegt, die Bauarbeiten zogen sich jedoch in sechs Bauabschnitten bis 1640 hin, wobei jedoch vom ursprünglichen Entwurf kaum abgewichen wurde. Die Bauarbeiten begannen ungewöhnlicherweise mit dem Querhaus, worauf das Langhaus folgte und erst zuletzt wurde der Chor errichtet, für den die alte, bis dahin noch genutzte Kirche 1623 abgerissen wurde. Der Chor wurde 1637 geweiht. Als Autor des ursprünglichen Entwurfs wurde Pierre Lemercier d. Ä. vermutet, ohne das es dafür nähere Beweise gäbe.
Nachdem Jean-Baptiste Colbert 1665 zwei Kapellen in die Turmuntergeschosse der Westfassade einbauen ließ, gab der Boden unter dem Westportal nach. Die Westfassade und das erste Langhausjoch mussten daher 1688 abgerissen werden. Der Grundstein zu einer neuen Fassade wurde erst 1754 durch den Herzog von Chartres Louis-Philippe II. gelegt. Die Arbeiten nach dem Entwurf von Jean Hardouin-Mansart de Jouy wurden 1788 unvollendet eingestellt.
Während der Revolution wurde die Kirche verweltlicht, geplündert und als Stall verwendet. Während der Französischen Revolution und aufgrund eines Brandes im Jahre 1844 wurde ein Teil der Inneneinrichtung zerstört.
In dieser Kirche fand die erste Kommunion des Sonnenkönigs Ludwig XIV. statt. Hier wurden u. a. Pierre Marivaux und Jean-Philippe Rameau bestattet. Auf dem heute nicht mehr existierenden Pfarrfriedhof war (vorübergehend) der exkommunizierte Bühnenautor und Schauspieler Molière bestattet worden, der, wie auch Madame de Pompadour, in Saint-Eustache getauft worden war. Auch Anna Maria Mozart fand dort ihre letzte Ruhe.

## Architektur
Die Kirche hat eine Länge von 100 Metern, eine Breite von 43 Metern und eine Gewölbehöhe von 33,5 Metern. Sie ist damit die größte Renaissancekirche Frankreichs.
Der Innenraum vermittelt auf den ersten Blick den Eindruck einer großen gotischen Basilika. Erst wenn man länger und genauer hinsieht, bemerkt man die geschickte und durchaus durchdachte Einbindung von antikisierenden Renaissance-Elementen, vor allem Säulenvorlagen, in die gotische Grundstruktur. In Anlehnung an Notre Dame wurden der kreuzförmige Grundriss, der fünfschiffige Aufbau, das Triforium und das Netzgewölbe nach gotischem Vorbild gewählt. An den Pfeilern wird der eigenartige Charakter der Bauweise am deutlichsten: Die der Gotik nachgebildeten Pfeiler sind außen nochmals mit Renaissance-Säulen besetzt.
Die Kirche ist früher zum Teil sehr negativ beurteilt worden, z. B. von Viollet-le-Duc, einem der führenden Denkmalpfleger Frankreichs im 19. Jh.: „St-Eustache ist ein schlecht entworfenes und schlecht gebautes Denkmal, ein wirrer Haufen aus von allen Enden entliehenen Bruchstücken, ohne einigendes Band und ohne Harmonie, eine Art gotischen Skelettes, bekleidet mit römischen Fetzen, zusammengestückt wie die Flecken eines Harlekin-Kostüms.“ In der heutigen Zeit, in der das Ideal der Stilreinheit weniger als Grundlage des Kunsturteils gilt, wird der Bau positiver gesehen, und es werden neue Deutungen entwickelt (z. B. von Anne-Marie Sankovitch).

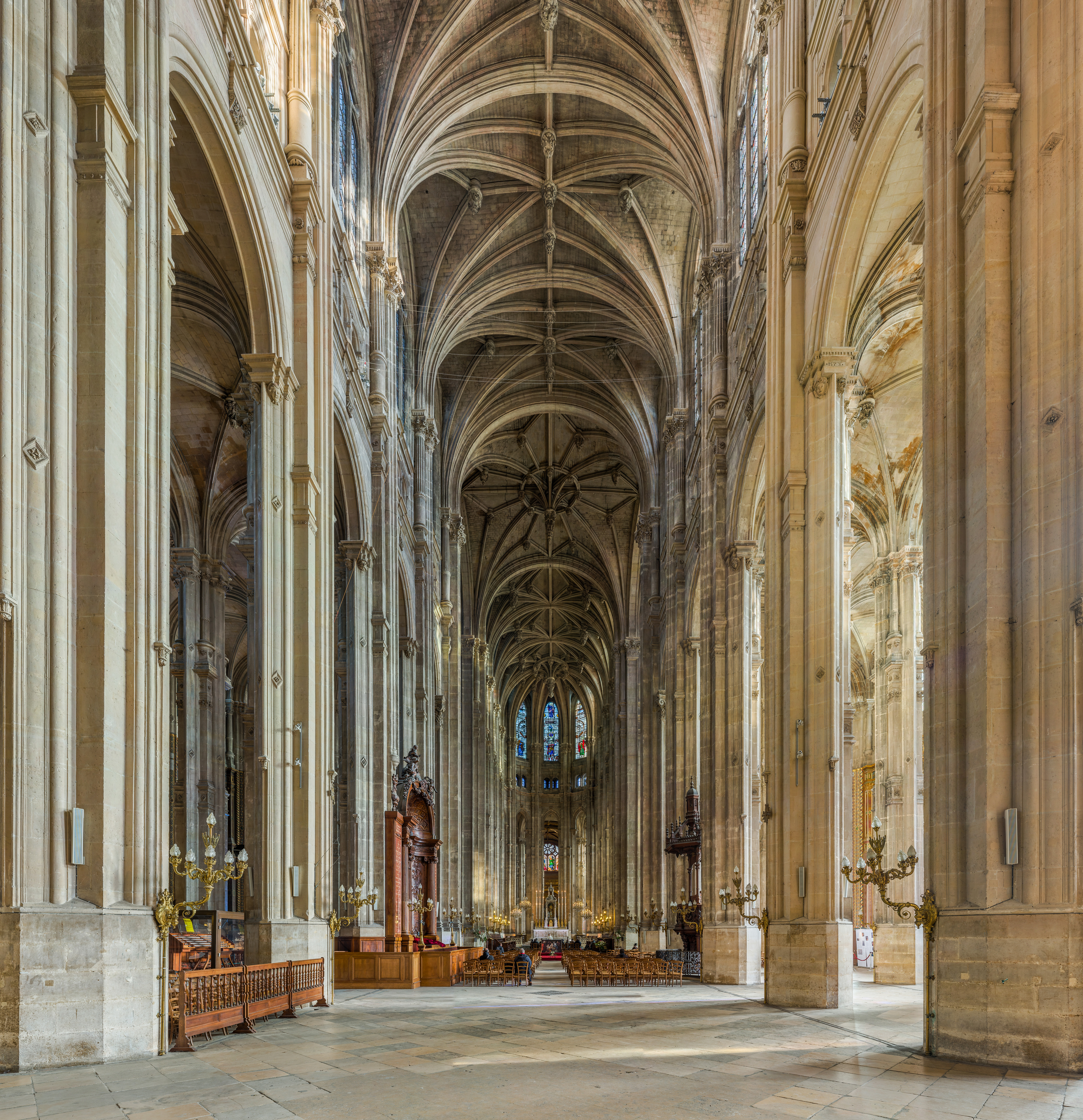
Kirchenschiff
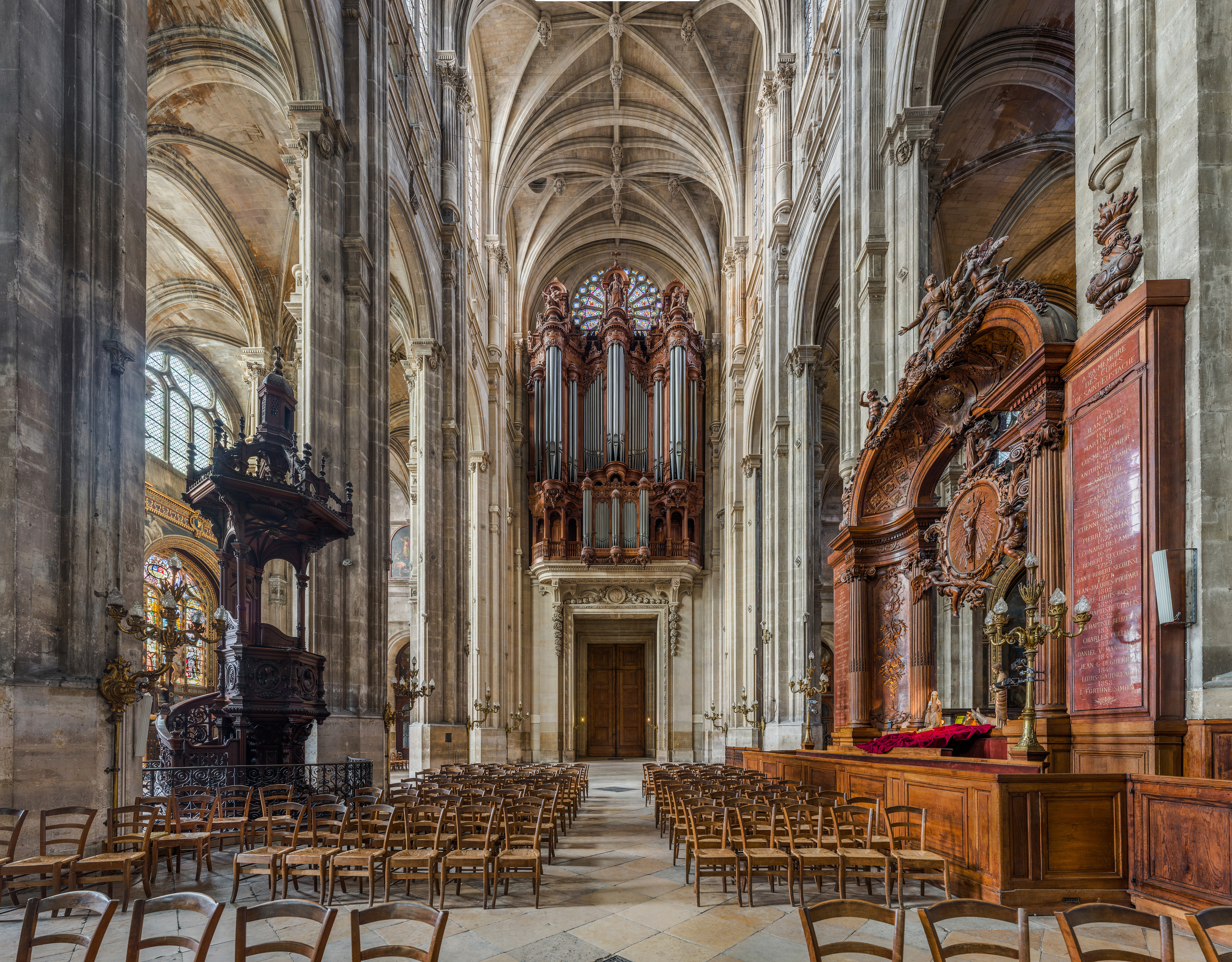
Blick zur Orgel
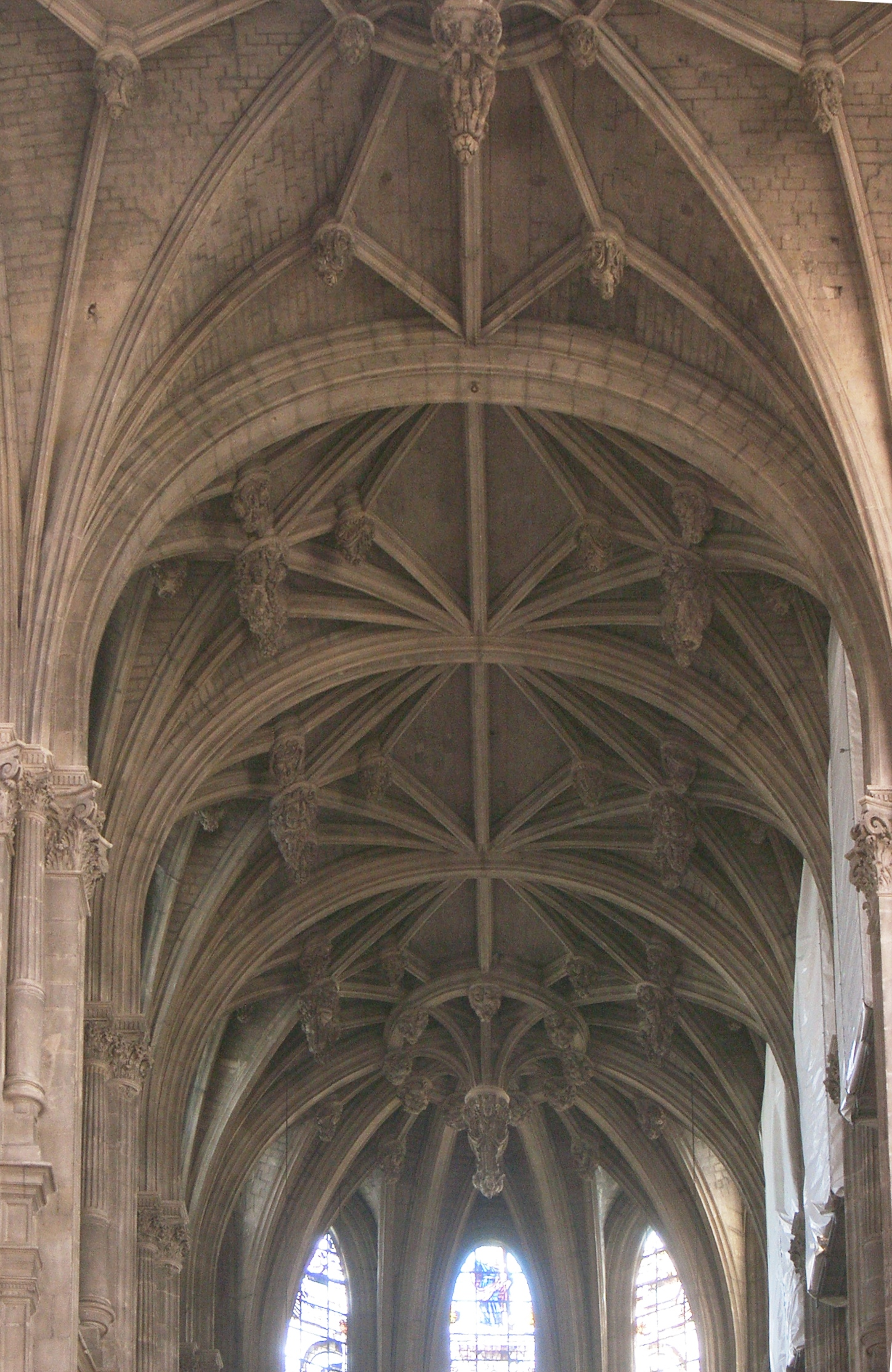
Chorgewölbe mit hängenden Schlusssteinen
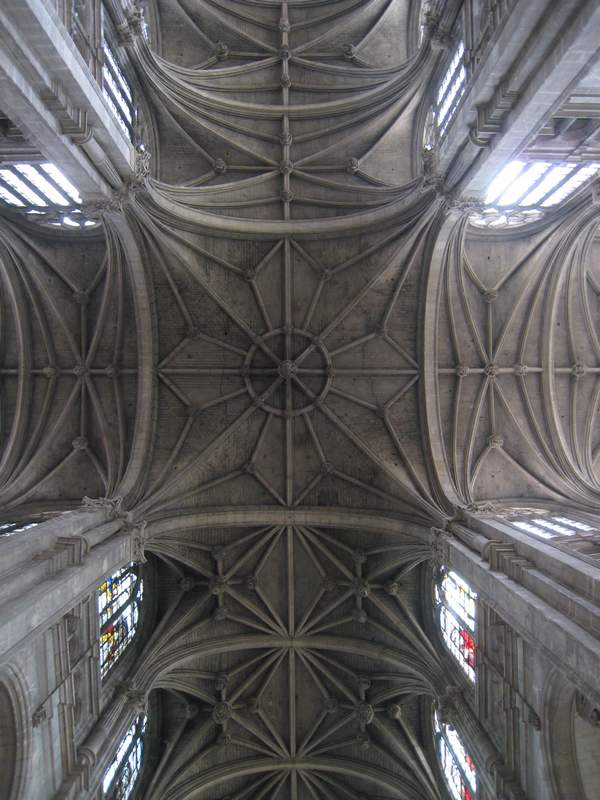
Blick in die Vierung
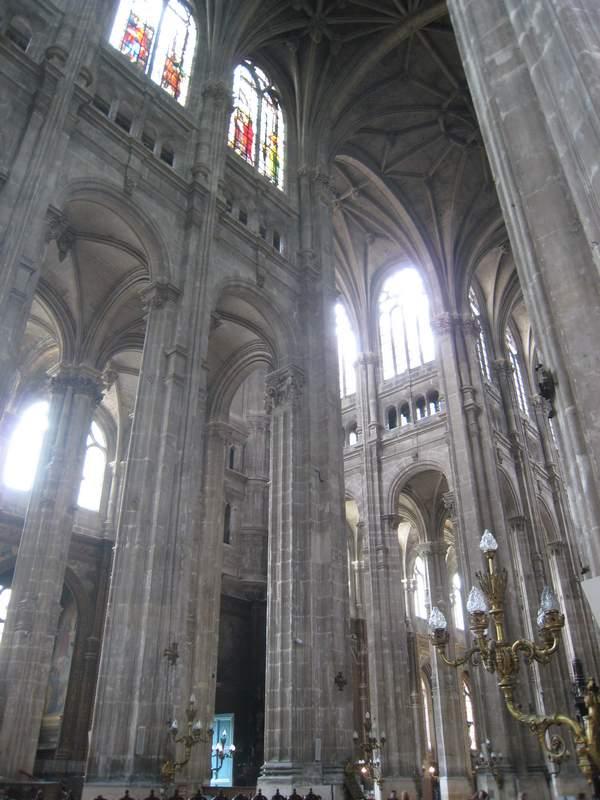
Blick in das Hauptschiff

## Ausstattung

### Langhaus
Der ehemalige Hochaltar wurde von Richelieu beauftragt und von Simon Vouet geschaffen. Er bestand aus einem zweistöckigen Aufbau, wobei das obere Bild, die Apotheose des St. Eustache sich heute im Museum zu Nantes befindet. Das untere Bild, das Martyrium des St. Eustache, hängt nun an der südöstlichen Vierungssäule.

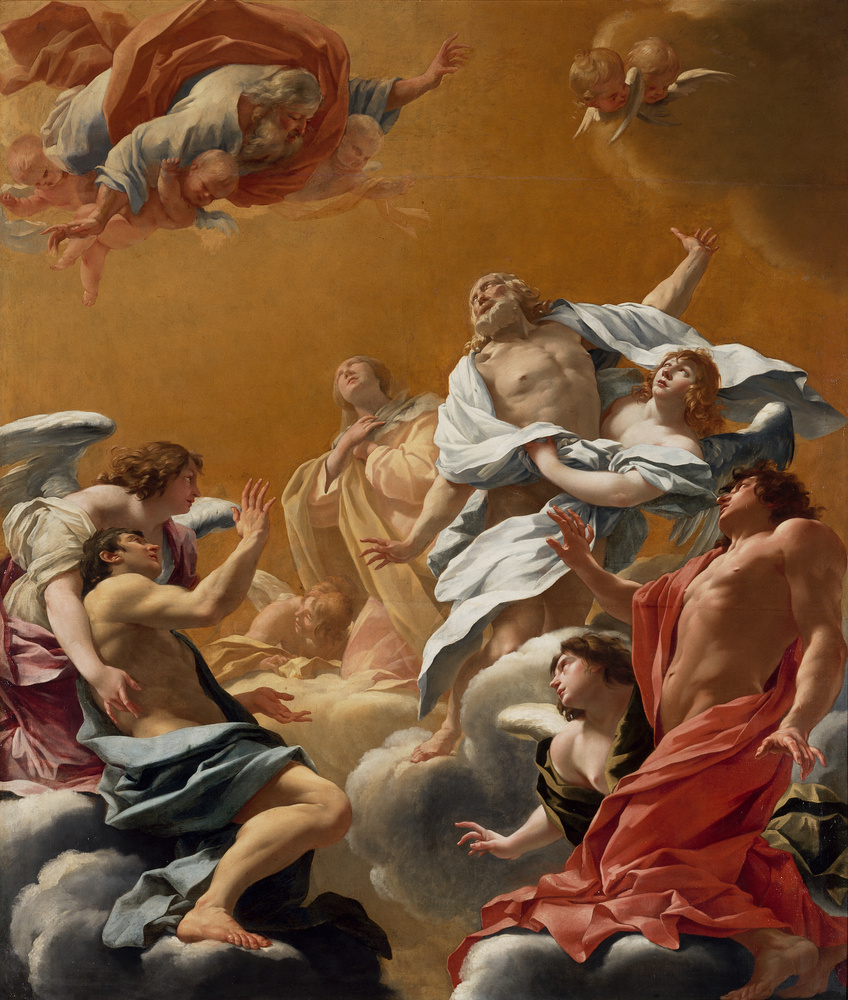
Vouet, „Apotheose des St. Eustache“, jetzt in Nantes
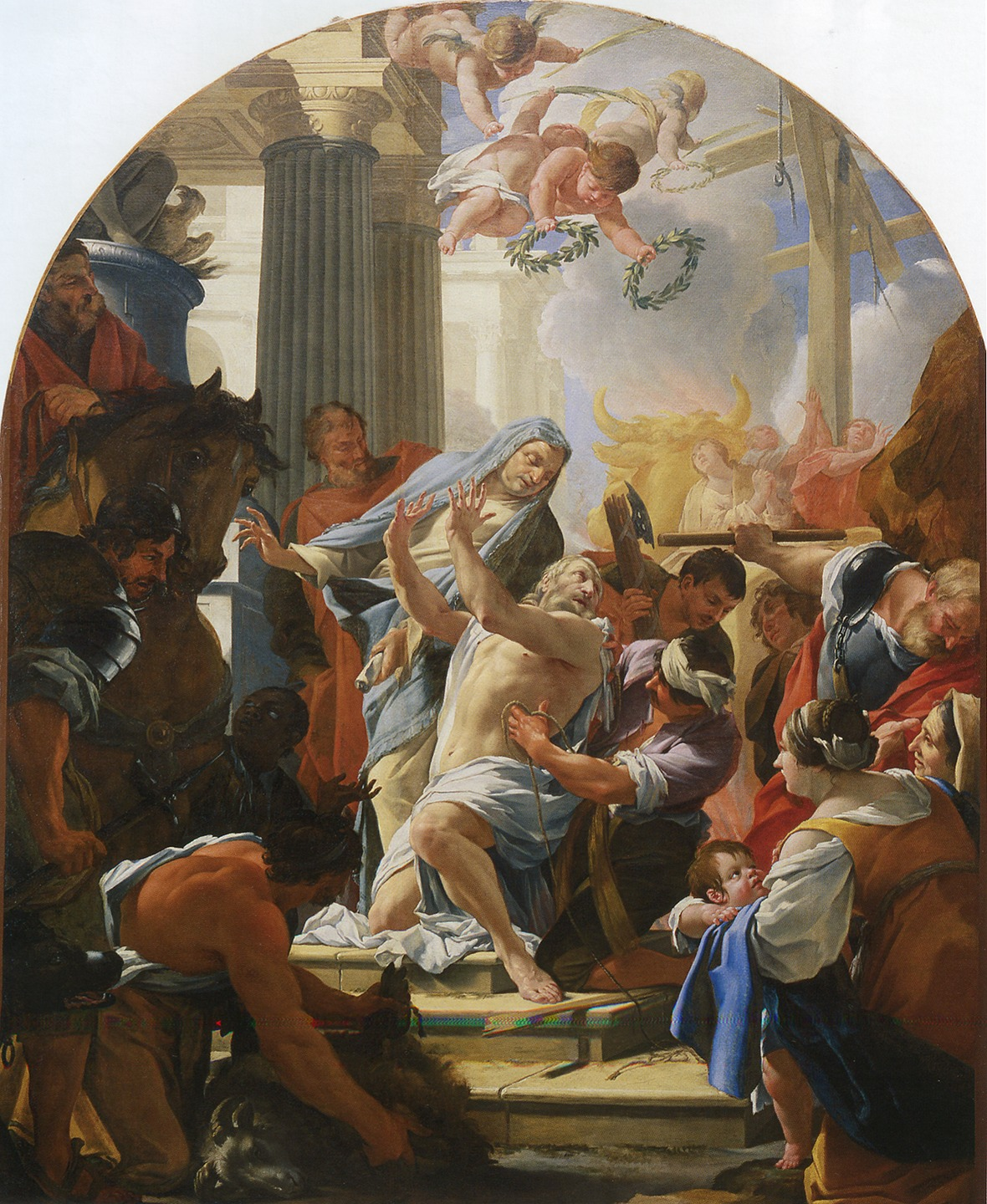
„Martyrium des St. Eustache“

Ebenfalls über der Tür zum nördlichen Seitenschiff hängt von François Lemoyne „Johannes der Täufer“ sowie das Grabrelief des Curé J. F. R. Secousse von 1771.
Über der Tür zum südlichen Seitenschiff hängt eine klassizistische Kopie des „Martyriums der heiligen Agnes“ von Domenichino sowie ein Relief mit dem Porträt des General François de Chevert von 1771 mit einer Grabschrift von Jean-Baptiste d’Alembert. Die Bank für den Kirchenvorstand im Langhaus wurde um 1720 von Pierre Lepautre nach Zeichnungen von Jean-Sylvain Cartaud geschaffen. Die Neorenaissance-Kanzel ist ein Werk von Victor Baltard.
Wichtige Werke in den Langhauskapellen sind
- in der zweiten nördlichen Langhauskapelle: Kopie nach Rubens „Anbetung der Hirten“
- in der dritten nördlichen Langhauskapelle: Raymond Mason, „Der Auszug des Obst und Gemüses aus dem Herzen von Paris am 28. Februar 1969“ aus Pappmaché von 1969–71[3]

### Chor und Querhaus
Das Grabmal Jean-Baptiste Colberts (1619–1683) von Antoine Coysevox nach Entwürfen von Charles Le Brun in der siebten nördlichen Chorkapelle zählt zu den bedeutendsten französischen Skulpturen des 17. Jahrhunderts. Es stand einst unter einer Arkade am Eingang der Marienkapelle und besaß noch einen heute nicht mehr vorhandenen Engel. Das Grabmal zeigt Colbert auf einem schwarzen Kenotaph kniend und betend, links davon die Allegorie der Treue, ausgeführt von Jean-Baptiste Tuby und rechts die des Überflusses, eigenhändig von Coysevox.

In der sechsten nördlichen Chorkapelle befindet sich das Gemälde „Die Jünger von Emmaus“, welches von Peter Paul Rubens und seiner Werkstatt stammen soll und wohl zwischen seiner Rückkehr aus Italien 1608 und 1611 – als es bereits als Stich publiziert wurde – entstanden ist. Es ist seit 1811 im Besitz von St-Eustache.

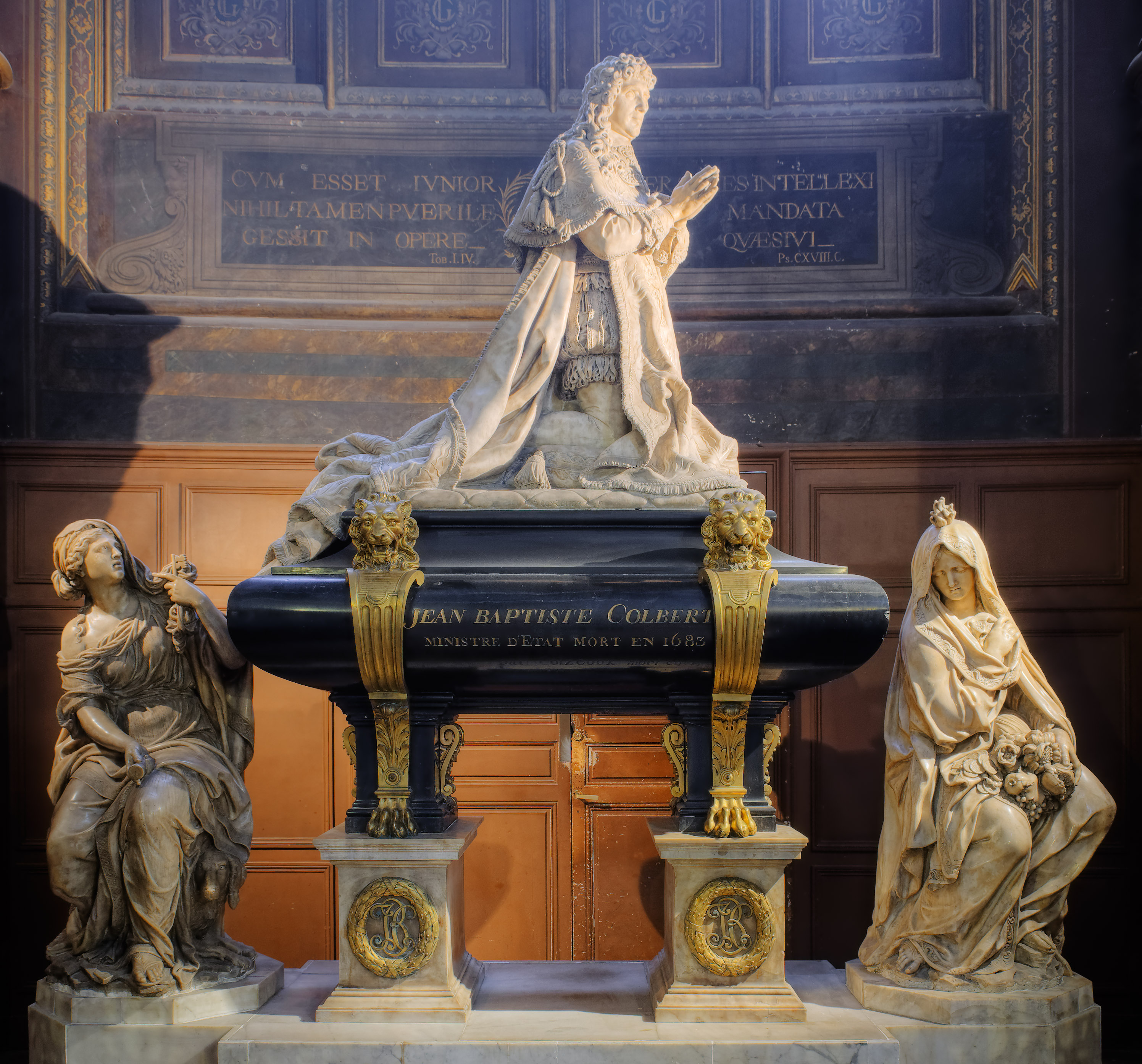
Grabmal Jean-Baptiste Colberts
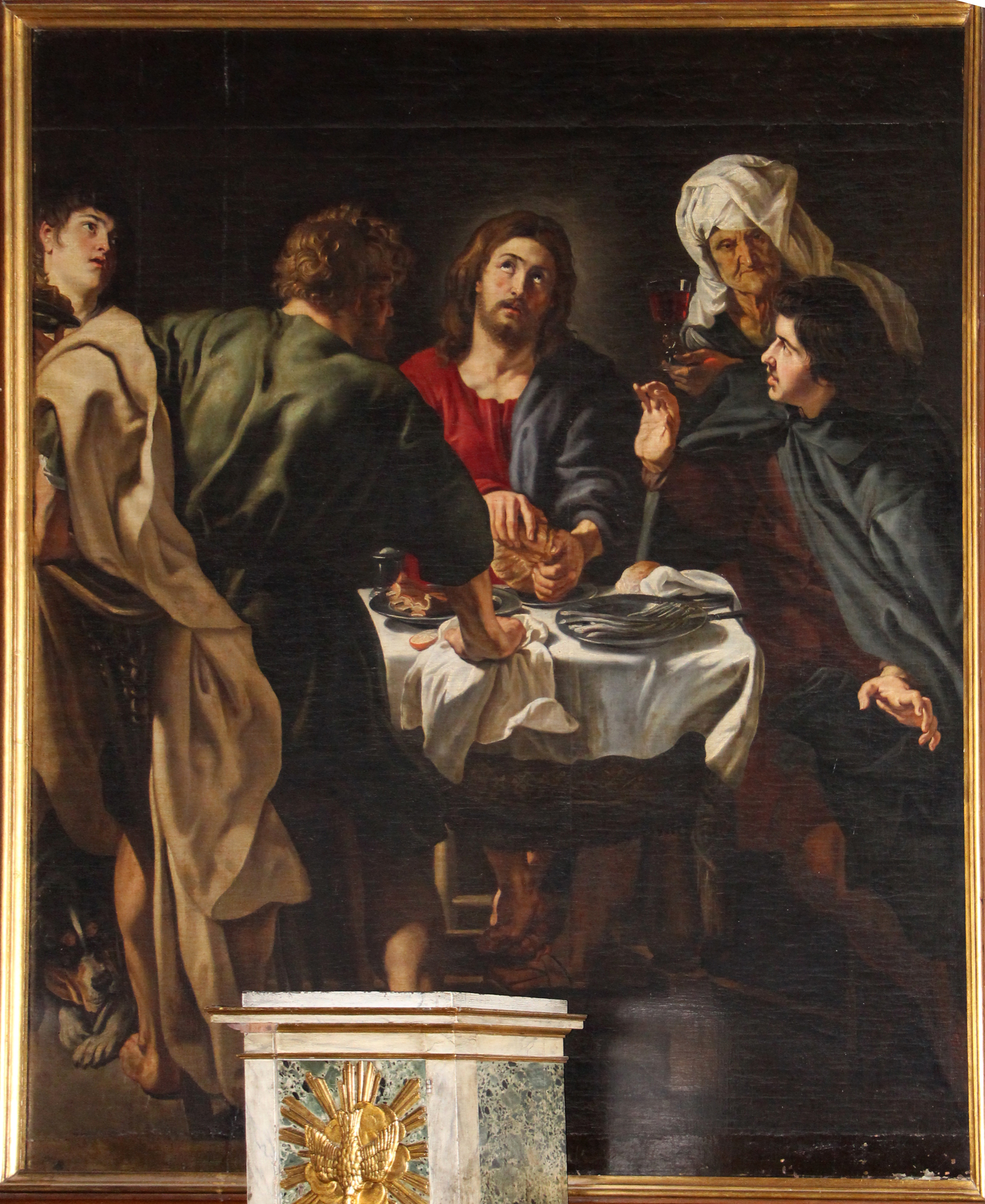
Peter Paul Rubens, „Die Jünger von Emmaus“

Weitere bedeutende Werke im Chor sind
- in der dritten nördlichen Chorkapelle: Santi di Tito, „Der Engel des Tobias“, von Napoleon aus Wien mitgebracht;[1]
- in der vierten nördlichen Chorkapelle: Keith Haring, „Das Leben Christi“ von etwa 1989[6]
- in der fünften nördlichen Chorkapelle: Rutilio Manetti, „Ekstase der heiligen Magdalena“;[1]
- in der sechsten nördlichen Chorkapelle: Grablegung eines Heiligen, 17. Jahrhundert;[1]
- in der Marienkapelle statt ihrer ursprünglichen Fenster Lünetten mit Fresken von Thomas Couture von 1851–54 sowie von Jean-Baptiste Pigalle die ursprünglich für den Invalidendom geschaffene und 1804 für St. Eustache erworbene Marienstatue;[1]
- in der zweiten südlichen Chorkapelle: Luca Giordano (Zuschreibung), „Beweinung Christi“;[1]
- in der dritten südlichen Chorkapelle: Grabrelief des Arztes Marin de La Chambre von 1669;[1]
- die Fenster mit Darstellung von Kirchenvätern, Aposteln und Heiligen von Antoine Soulignac von 1631.[1]

Im südlichen Querhaus befindet sich eine Johannes-Statue von etwa 1400.

## Musik

### Hauptorgel

#### Vorgängerinstrumente

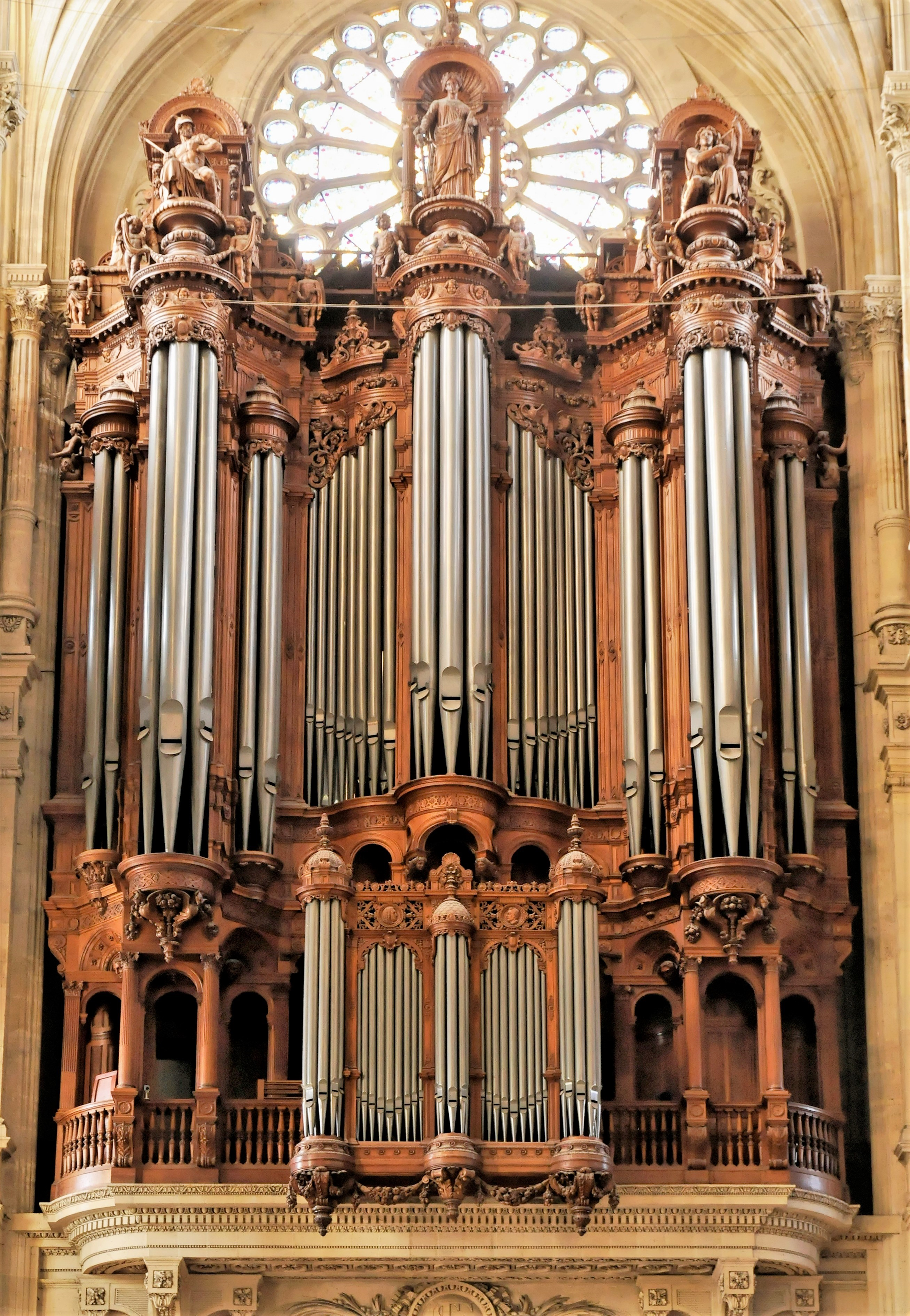
Prospekt mit Rückpositiv der großen Orgel

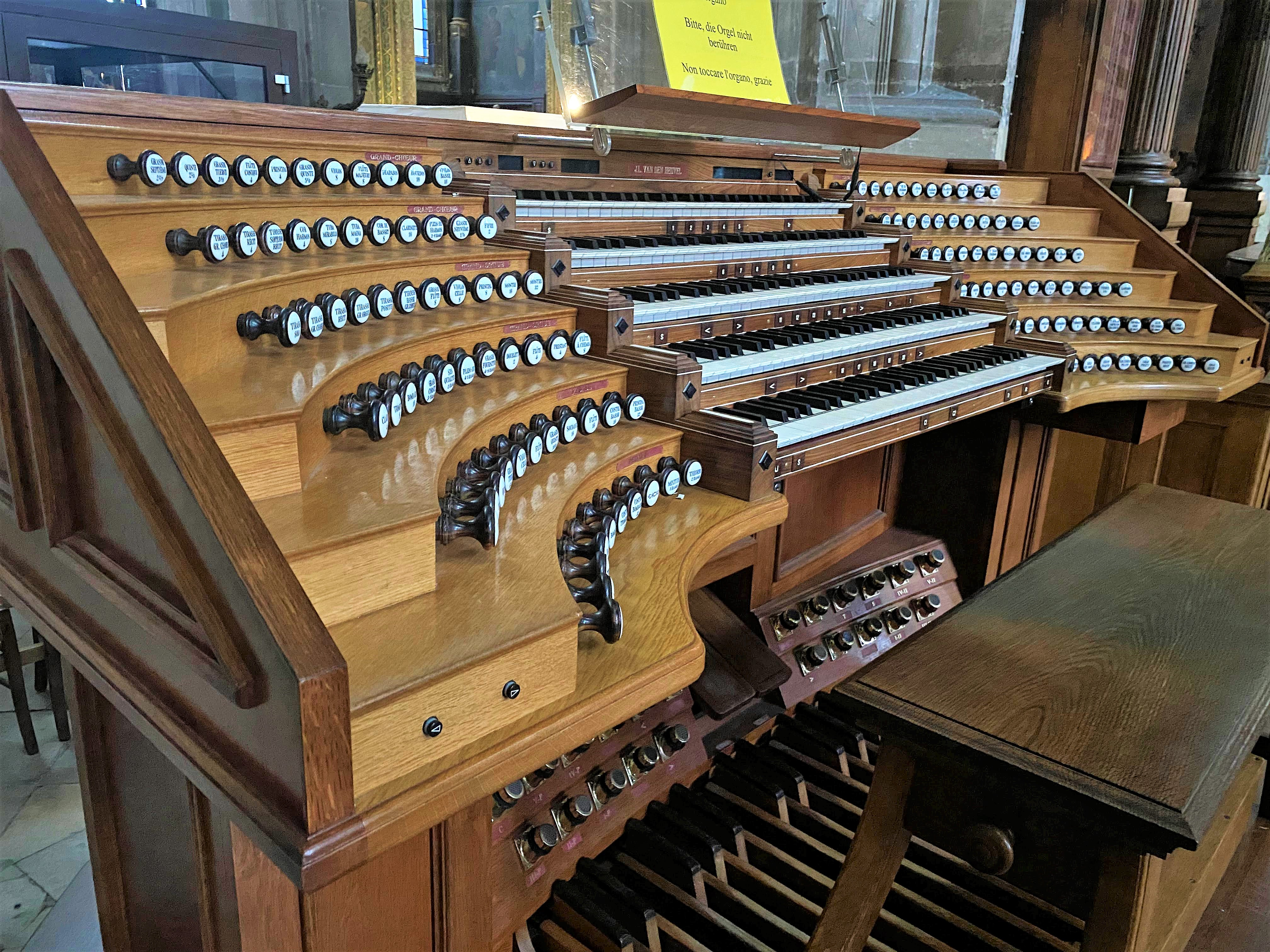
Fahrbarer Zweitspieltisch der Orgel im Kirchenschiff

Die erste Orgel in St. Eustache wurde im 16. Jahrhundert gebaut. Im Laufe der Jahrhunderte weist die Kirche eine lebhafte Orgelgeschichte auf. Dazu zählt auch eine Reihe von Missgeschicken: Mit dem infolge von Senkungserscheinungen nach 1665 fällig gewordenen Abbruch der Westfassade ging diese erste Orgel vermutlich verloren. Ein 1844 von der Orgelbaufirma Daublaine-Callinet neu erbautes Instrument brannte ab, nachdem Charles Spackman Barker, dem Konstrukteur des Instruments, eine Öllampe bei Reparaturarbeiten entglitten und in eine unerreichbare Stelle der Orgel gefallen war.
1854 erbauten die Orgelbauer Ducroquet und Barker ein neues Werk mit 68 Registern auf vier Manualwerken und Pedal; dieses Instrument wurde während der Pariser Kommune teils zerstört. Joseph Merklin entwarf und errichtete ab 1876 ein neues, viermanualiges Werk mit 72 Registern im Gehäuse von 1854, welches viel Lob erhielt. Ab etwa 1926/27 sollte das Merklin-Orgelwerk auf Wunsch des damaligen Organisten Joseph Bonnet umgebaut werden. Der Orgelbauer Rinckenbach schlug vor, die mechanische Spieltraktur gegen eine elektropneumatische auszutauschen und den Klang aufzuhellen, wovon Bonnet begeistert war; jedoch war vier Jahre danach immer noch nichts passiert. Schließlich wurde die Firma Rinckenbach aufgelöst, Victor Gonzales begann 1931 mit den Arbeiten, die Rinckenbach hatte erledigen sollen. 1932 war der Umbau beendet, die Orgel umfasste nun 84 Register. Der ab 1945 tätige Organist André Marchal initiierte während seiner Amtszeit weitere klangliche Änderungen an der Orgel, welche Gonzales vornahm. Als 1963 eine Überholung der Orgel fällig war, bestand Marchal auf die Ausführung dieser Arbeiten durch Gonzales. Da die Stadt Paris den Auftrag aber an Jean Herman vergab, legte Marchal sein Amt sofort nieder. Nachdem Herman während der Arbeiten überraschend gestorben war, kam die Firma Gonzales doch noch zum Zuge und vollendete die Instandsetzung, was am Weggang Marchals aber nichts mehr änderte.
Das Ergebnis der letzten Restaurierung der 1970er Jahre unter der Ägide von Marchals Nachfolger Jean Guillou war derart unbefriedigend, dass das vielmals umgebaute Orgelwerk von 1872 im Gehäuse von 1854, unter anderem aufgrund der verschlissenen Elektrik und der von ihr ausgehenden Brandgefahr, 1977 stillgelegt wurde. Die Stadt Paris erteilte daraufhin der Firma Dunand um 1978 herum den Auftrag für eine neue Orgel mit über 100 Registern und mechanischen Spiel- und Registertrakturen, welche 1980 fertig sein sollte. Dunand war damit offenbar überfordert. Nachdem sechs Jahre lang kein Fortschritt bei der Realisierung erkennbar war, zog Paris den Auftrag zurück, woraufhin die Firma Dunand erlosch.

#### Heutige Orgel
Jean-Louis Coignet und Guillou entwarfen den Grundentwurf für das neue Instrument, welches in dem vorhandenen Orgelgehäuse des Instruments von 1854 Platz finden sollte. Auf dieser Grundlage fand 1985 eine erneute Ausschreibung statt, aus der die Orgelbauer Van den Heuvel (Dordrecht, Niederlande) und Klais (Bonn) stimmgleich hervorgingen. 1986 fiel die Wahl schließlich auf die Firma Van den Heuvel.
Die Fertigung des Instruments begann unmittelbar darauf in deren Orgelbauwerkstatt und dauerte bis August 1988. Die Orgel war dort fertig spielbar aufgestellt – mit Ausnahme des Gehäuses, das in der Kirche verblieb. Im Herbst 1988 wurden die Teile nach Paris transportiert, innerhalb von vier Monaten im Orgelgehäuse montiert und die Orgel im Frühjahr 1989 offiziell abgenommen.
Das Orgelwerk ist großteils neu, mit Ausnahme der Prospektpfeifen und wenigen Registern aus der alten Orgel. Wiederverwendet wurde u. a. das Cor de Basset 8′, welches der britische Orgelbauer Henry Willis dem Organisten Joseph Bonnet geschenkt hatte. Besonderheiten des Instrumentes sind u. a. die beiden 32-Fuß-Register in der Grand Orgue und im Récit, die Vielzahl überblasender Flöten (Flute harmoniques) im Solowerk, und auch zwei 32′-Zungenstimmen im Pedal. Die Orgelbaufirma stiftete die Contre-Bombarde 32′, nachdem die Contre-Trombone allein sich als zu schwach für diese große Orgel erwies.
Das Instrument lässt sich von zwei Spieltischen aus spielen. Der Hauptspieltisch auf der Orgelempore hat eine mechanische Traktur für das Positif und die Grand Orgue; die Trakturen für Récit, Grand Coeur, Solo und Pedal werden durch Barker-Maschinen unterstützt; außerdem ist auch die Traktur der Grand Orgue mit Barker-Maschinen ausgestattet, die allerdings zuschaltbar sind; die Barker-Maschinen selber sind in einem besonders schalldämmenden Gehäuse untergebracht. Der zweite Spieltisch ist beweglich im Kirchenschiff aufgestellt.
Das Windwerk besteht aus sechs Radialventilatoren. Eine Besonderheit ist die Verteilung der Winddrücke: Sie liegen zwischen 90 und 167 mm WS und werden durch 23 Magazinbälge besorgt. Bis auf das Positif haben alle Werke mindestens drei verschiedene Winddrücke, jeweils für Bass-, Mittel- und Diskantlage; die Tuben des Grand-Choeurs stehen auf 150 mm WS und die Chamaden-Register im Solowerk haben einen sechsfach gestuften Winddruck, der von 105 bis 167 mm WS reicht.
Das Instrument hat insgesamt 101 Register (147 Pfeifenreihen) mit über 8000 Pfeifen auf fünf Manualen und Pedal und ist damit eine der größten Orgeln Frankreichs.
| I Positif C–c4 |                |         |
| 01.            | Quintaton      | 16′     |
| 02.            | Montre         | 08′     |
| 03.            | Salicional     | 08′     |
| 04.            | Unda-Maris     | 08′     |
| 05.            | Bourdon        | 08′     |
| 06.            | Prestant       | 04′     |
| 07.            | Flûte à Fuseau | 04′     |
| 08.            | Nasard         | 02 ⁄3′  |
| 09.            | Doublette      | 02′     |
| 10.            | Tierce         | 01 3⁄5′ |
| 11.            | Larigot        | 01 ⁄3′  |
| 12.            | Septième       | 01 ⁄7′  |
| 13.            | Fourniture V   | 02′     |
| 14.            | Cymbale II     | 01⁄3′   |
| 15.            | Douçaine       | 16′     |
| 16.            | Trompette      | 08′     |
| 17.            | Cromorne       | 08′     |
| 18.            | Clairon        | 04′     |
|                | Trémolo        |         |

| II Grand-Orgue C–c4 |                           |        |
| 19.                 | Montre                    | 32′    |
| 20.                 | Montre                    | 16′    |
| 21.                 | Principal                 | 08′    |
| 22.                 | Flûte à Cheminée          | 08′    |
| 23.                 | Violoncelle               | 08′    |
| 24.                 | Grosse Flûte I–II         | 08′    |
| 25.                 | Prestant                  | 04′    |
| 26.                 | Flûte                     | 04′    |
| 27.                 | Doublette                 | 02′    |
| 28.                 | Grande Fourniture IV–VIII | 02 ⁄3′ |
| 29.                 | Plein-Jeu IV–V            | 01′    |
| 30.                 | Sesquialtera II           | 02 ⁄3′ |
| 31.                 | Grand Cornet III–V        |        |
| 32.                 | Bombarde                  | 16′    |
| 33.                 | Trompette                 | 08′    |
| 34.                 | Clairon                   | 04′    |

| III Récit Expressif C–c4 |                      |        |
| 35.                      | Flûte à Cheminée     | 16′    |
| 36.                      | Principal            | 08′    |
| 37.                      | Cor de Nuit          | 08′    |
| 38.                      | Flûte Traversière    | 08′    |
| 39.                      | Viole de Gambe       | 08′    |
| 40.                      | Voix Céleste         | 08′    |
| 41.                      | Octave               | 04′    |
| 42.                      | Flûte Octaviante     | 04′    |
| 43.                      | Octavin              | 02′    |
| 44.                      | Carillon III         | 02 ⁄3′ |
| 45.                      | Plein-Jeu VI         | 02 ⁄3′ |
| 46.                      | Contrebasson         | 32′    |
| 47.                      | Bombarde             | 16′    |
| 48.                      | Trompette Harmonique | 08′    |
| 49.                      | Basson-Hautbois      | 08′    |
| 50.                      | Voix Humaine         | 08′    |
| 51.                      | Clairon Harmonique   | 04′    |
|                          | Trémolo              |        |

| IV Grand-Chœur C–c4 |                              |         |     |
| 52.                 | Violonbasse                  | 16′     |     |
| 53.                 | Bourdon                      | 16′     |     |
| 54.                 | Diapason                     | 08′     |     |
| 55.                 | Flûte Majeure                | 08′     |     |
| 56.                 | Violon                       | 08′     |     |
| 57.                 | Principal                    | 04′     |     |
| 58.                 | Grande Quinte                | 05 1⁄3′ |     |
| 59.                 | Flûte Conique                | 04′     |     |
| 60.                 | Grande Tierce                | 03 1⁄5′ |     |
| 61.                 | Quinte                       | 02 ⁄3′  |     |
| 62.                 | Grande Septième              | 02 ⁄7′  |     |
| 63.                 | Fifre                        | 02′     |     |
| 64.                 | Grande Neuvième              | 01 7⁄9′ |     |
| 65.                 | Plein-Jeu Harmonique II–VIII | 02′     |     |
| 66.                 | Clarinette                   | 16′     |     |
| 67.                 | Cor de Basset                | 08′     | (h) |
| 68.                 | Tuba Magna                   | 16′     |     |
| 69.                 | Tuba Mirabilis               | 08′     |     |
| 70.                 | Cor Harmonique               | 04′     |     |

| V Solo C–c4 |                            |         |
| 71.         | Flûte Harmonique           | 08′     |
| 72.         | Flûte Octaviante           | 04′     |
| 73.         | Nasard Harmonique          | 02 ⁄3′  |
| 74.         | Octavin                    | 02′     |
| 75.         | Tierce Harmonique          | 01 3⁄5′ |
| 76.         | Piccolo Harmonique         | 01′     |
| 77.         | Harmoniques III            | 01 ⁄3′  |
| 78.         | Ranquette                  | 16′     |
| 79.         | Chalumeau                  | 08′     |
| 80.         | Trompeteria II             | 04′     |
| 81.         | Trompette en Chamade I–III | 08′     |
|             | Trémolo                    |         |

| Pédale C–g1 |                  |         |
| 82.         | Principale basse | 32′     |
| 83.         | Flûte            | 16′     |
| 84.         | Contrebasse      | 16′     |
| 85.         | Soubasse         | 16′     |
| 86.         | Grande Quinte    | 10 2⁄3′ |
| 87.         | Flûte            | 08′     |
| 88.         | Violoncelle      | 08′     |
| 89.         | Grande Tierce    | 06 2⁄5′ |
| 90.         | Quinte           | 05 1⁄3′ |
| 91.         | Flûte            | 04′     |
| 92.         | Flûte            | 02′     |
| 93.         | Théorbe II       | 04 ⁄7′  |
| 94.         | Mixture V        | 04′     |

| Fortsetzung Pédale |                 |     |
| 95.                | Contre-Bombarde | 32′ |
| 96.                | Contre-Trombone | 32′ |
| 97.                | Bombarde        | 16′ |
| 98.                | Basson          | 16′ |
| 99.                | Trompette       | 08′ |
| 100.               | Baryton         | 08′ |
| 101.               | Clairon         | 04′ |

- Koppeln:
  - Manualkoppeln: I/II, I/III, III/II, IV/II, V/II, V/III
  - Pedalkoppeln (Tirasses): I/P, II/P, III/P, IV/P, V/P
  - Suboktavkoppeln (Octaves Graves): II/II, III/III, IV/IV, V/V
  - Koppeln nur am Kirchenschiffsspieltisch: III/P und IV/P jeweils als Superoktavkoppel; III/I, V/IV als Normalkoppeln; Altkoppel IV/II; Soprankoppel V/II
- Spielhilfen: Crescendo Générale, Sostenuto Positif, Sostenuto Récit, Sostenuto Solo, freie Kombinationen, Tutti. Appel Machine
- Anmerkungen:

1. ↑  +1 3⁄5′+1′.
2. ↑  +1 1⁄7′+8⁄9′.
3. ↑  4′-32′.
4. ↑  +3 5⁄9′.

(h) = historisches Register aus Vorgängerinstrumenten

### Titularorganisten
Titularorganisten an Saint-Eustache sind seit 2015 Thomas Ospital und Baptiste-Florian Marle-Ouvrard.
Titularorganisten an Saint-Eustache waren:
| von  | bis  | Name                                 |
| ---- | ---- | ------------------------------------ |
| ?    | ?    | Antoine Foucquet                     |
| 1696 | ?    | Pierre Foucquet                      |
| ?    | ?    | Marie-Louis Foucquet                 |
| 1815 | 1834 | Jacques-Marie Beauvarlet-Charpentier |
| 1854 | 1876 | Édouard Batiste                      |
| 1876 | 1879 | vakant                               |

| von  | bis  | Name                              |
| ---- | ---- | --------------------------------- |
| 1879 | 1904 | Henri Dallier                     |
| 1905 | 1905 | A. Périlhou                       |
| 1906 | 1944 | J. Bonnet                         |
| 1945 | 1963 | André Marchal                     |
| 1963 | 2014 | Jean Guillou                      |
| 1971 | 1995 | André Fleury (Co-Titularorganist) |

| von  | Name                           |
| ---- | ------------------------------ |
| 2015 | Baptiste-Florian Marle-Ouvrard |
| 2015 | Thomas Ospital                 |

### Chororgel

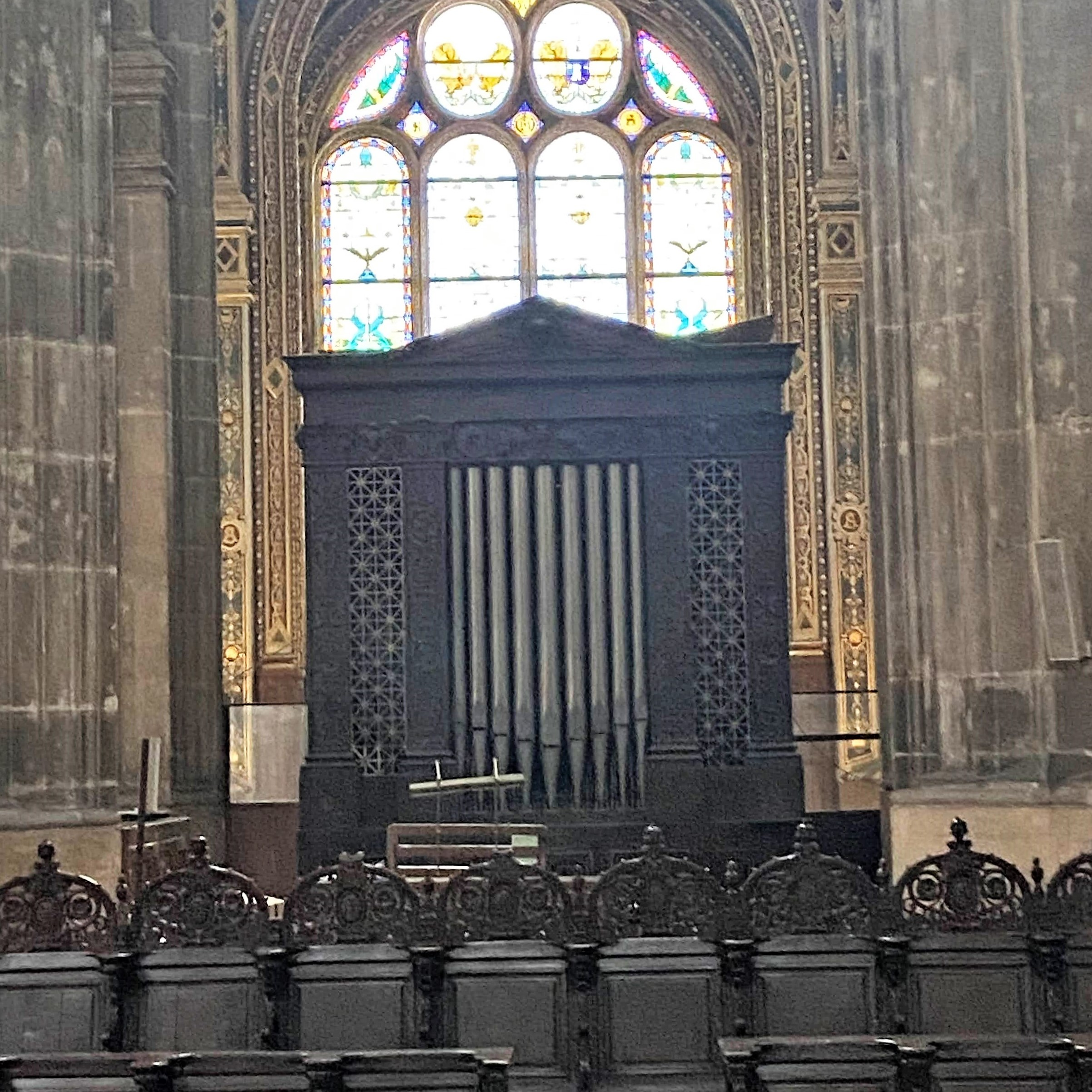
Chororgel

Zur musikalischen Begleitung der Liturgie befindet sich rechts des Chorraumes auch eine kleine Chororgel mit 16 Registern in einem schlichten klassizistischen Gehäuse. Das Instrument geht vermutlich zurück auf den Orgelbauer Abbey im Jahr 1842, wurde allerdings in der Zwischenzeit häufig umgebaut.

### Uraufführungen
In Saint-Eustache wurden mehrere bedeutende Werke der Kirchenmusik uraufgeführt:
- am 22. November 1855 die Cäcilienmesse von Charles Gounod
- ebenfalls im Jahre 1855 das Te Deum von Hector Berlioz
- im Jahre 1866 die Graner Messe von Franz Liszt